# Goivo-da-serra
O  Goivo-da-serra   é uma planta da família Brassicaceae, espécie endémica da Macaronésia com a denominação Erysimum bicolor (Hornem.) DC..
Apresenta-se como um arbusto que pode medir até 1,8 metros de altura e que apresenta folhas linear-lanceoladas, serradas, de 2 a 15 centímetros de comprimento, dispostas nas extremidades dos ramos.
As flores do Goivo-da-serra são inicialmente brancas quando despontam passando depois a lilases e surgem dispostas em inflorescências terminais.
Trata-se de uma espécie endémica da ilha da Madeira e das ilhas Canárias onde vive nas florestas de Laurissilva e geralmente nas altitudes mais elevadas, especialmente na ilha da Madeira.
A floração desta planta ocorre de Novembro a Agosto.